# Peripsychoda ambalata
Peripsychoda ambalata és una espècie d'insecte dípter pertanyent a la família dels psicòdids.

## Descripció
- Mascle: ulls separats per 2,5 facetes de diàmetre; sutura interocular arquejada; occipuci amb una projecció cònica truncada; front amb una àrea pilosa de forma trapezoïdal; antenes d'1,47 mm de llargària i amb l'escap 2,5 vegades la mida del pedicel; tòrax amb un parell de patagis en forma de xampinyó; ales de 2,75 mm de longitud i 1,87 d'amplada, clapades de marró, zona costal ampliada amb la vena costal corbada al nivell de la vena subcostal i després gairebé recta fins a l'àpex de R1, vena subcostal acabant sense unió, vena cubital feblement connectada a M4; fèmur més curt que la tíbia; edeagus acabant en un parell d'extrems punxeguts.
- La femella no ha estat encara descrita.
- Aquesta espècie (juntament amb Peripsychoda spuriosus) es diferencia fàcilment d'altres del mateix gènere a Nova Guinea per tindre el palp núm. 2 més curt que el núm. 3.[3]

## Distribució geogràfica
És un endemisme de Nova Guinea.